# Fiets met asaandrijving

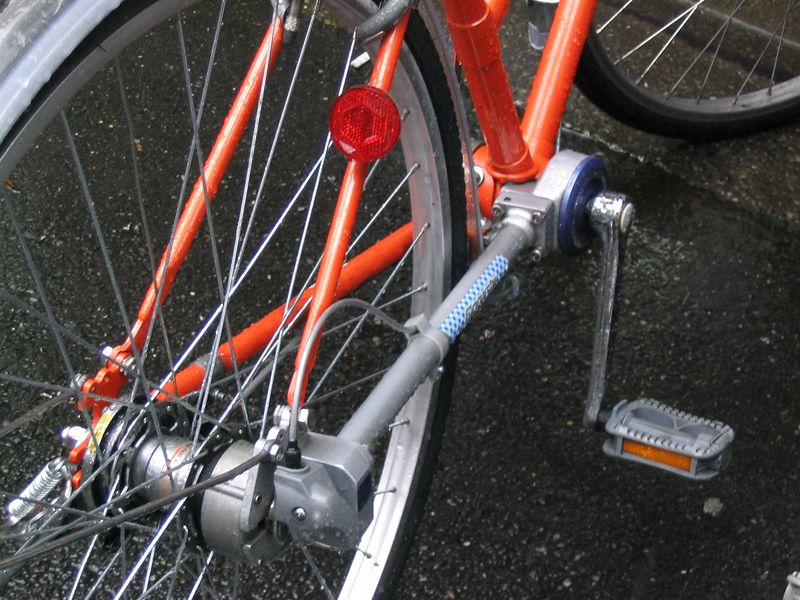
Fiets met asaandrijving

Een asaangedreven fiets is een fiets met een aandrijfas in plaats van een ketting voor de overbrenging van de op de trapas uitgeoefende kracht naar het achterwiel. De aandrijfas heeft aan elk uiteinde een conisch tandwiel. Toen de eerste fietsen met asaandrijving op de markt kwamen werd het systeem acatène, Frans voor 'zonder ketting', genoemd.

## Voorgeschiedenis

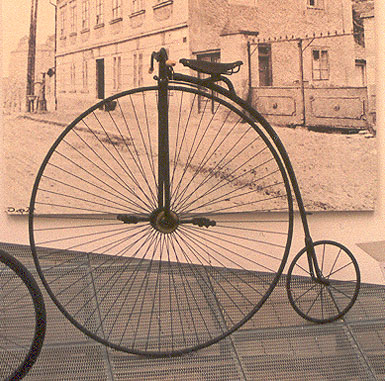
Een hoge bi.

Sinds de uitvinding van de loopfiets van Karl Drais in 1817 zou het nog bijna zeventig jaar duren voor de eerste fiets mét kettingaandrijving verscheen. De kettingaandrijving van John Kemp Starley maakte het mogelijk een redelijke snelheid te maken zonder een groot rechtstreeks aangedreven voorwiel te gebruiken, zoals dat bij de "hoge bi"/vélocipède nodig was. Bij de hoge bi (1867), en het nog oudere fietsontwerp van Pierre Lallement (1866), werden de trappers rechtstreeks aan het voorwiel bevestigd. Omdat de kettingaandrijving toen nog niet was uitgevonden, waren dit eigenlijk de eerste "kettingloze fietsen".

## Fietsen met asaandrijving
Rond 1890, vijf jaar na het verschijnen van de kettingaangedreven "safety bicycle" van John Kemp Starley, werden zowel in de Verenigde Staten als in het Verenigd Koninkrijk patenten aangevraagd voor fietsen met asaandrijving. A. Fearnhead verkreeg in oktober 1891 het Britse patent op een fiets met een aandrijfas die in een ingesloten buis boven de achtervork liep. Bij het Amerikaanse patent van Walter Stillman (verkregen in juli 1891) liep de aandrijfas door de achtervork zelf. In Groot-Brittannië werd de asaandrijving slecht ontvangen. Professor Archibald Sharp, in de victoriaanse tijd een bekend fietsconstructeur, zag een groot probleem in de juiste afstelling van de kegeltandwielen die nodig waren om  de voorwaartse trapbeweging om te zetten in de zijdelingse draairichting van de aandrijfas (en daarna weer in een voorwaartse draairichting van het achterwiel). Deze afstelling is cruciaal om weerstand en slijtage te voorkomen. Humber en Quadrant produceerden desondanks fietsen met de "Farnhead Gear", maar van Humber is bekend dat dit bedrijf er veel verlies op leed. Farnhead verkocht zijn patent in 1894 in de Verenigde Staten aan Colonel Pope, eigenaar van de Columbia fietsenfabriek. Later zou dit bedrijf bekender worden van de Pope auto's- en motorfietsen.
In Amerika werden al vanaf 1893 asaangedreven fietsen geproduceerd door de "League Cycle Company". Rond 1898 waren ze redelijk populair, maar de verkoop bleef ver achter bij de kettingaangedreven fietsen. Gebruikers merkten dat de fietsen zwaarder trapten (het energieverlies was ca. 8%), en de reparatie van een lekke band was lastiger omdat het achterwiel moeilijk te verwijderen en te plaatsen was. In 1902 presenteerde de "Hill-Climber Cycle Mfg. Co." een fiets met asaandrijving met drie versnellingen. Dit systeem werkte met drie verschillende sets kegeltandwielen. Door de zijdelingse krachten die de kegeltandwielen op elkaar uitoefenden moest het frame verstevigd worden. Bovendien kon een derailleur niet worden gebruikt; als men wilde schakelen moest een naafversnelling worden toegepast. Bij fietsen met kettingaandrijving konden bovendien veel grotere vóórtandwielen worden gemonteerd, waardoor ook zonder versnellingen een veel groter verzet mogelijk was.

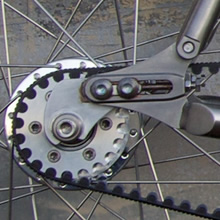
Achterwieldetail van riemaandrijving

In de loop van de twintigste eeuw verdwenen de asaangedreven fietsen vrijwel geheel van de markt. Tegenwoordig, begin 21ste eeuw, is er weer een klein aantal asaangedreven fietsen op de markt. Met name in Japan, Engeland en de Verenigde Staten is deze vorm van aandrijving populariteit aan het winnen. In Europa wordt de aandrijving meer toegepast bij designfietsen zoals fietsen van Biomega, Viva, BRIK en Beixo.
Begin 21ste eeuw worden ook fietsen geproduceerd waarbij de ketting is vervangen door een snaar- of riemaandrijving.

### Benaming "cardanasfiets"
Een fiets met een asaandrijving wordt vaak "cardanasfiets", of ook "cardanfiets", genoemd. Dit is echter niet correct. De benaming cardanaandrijving is voorbehouden aan een aandrijfas in samenwerking met kruiskoppelingen. Zo'n cardanaandrijving wordt niet gebruikt in een fiets omdat ze alleen nodig is als er een hoekverdraaiing ontstaat tussen twee assen die elkaar in de langsrichting moeten aandrijven. Een asaangedreven fiets, zelfs als deze een afgeveerde achtervork heeft, kent dit probleem niet. De aandrijving van een asaangedreven fiets werkt via een aandrijfas met aan ieder eind een kegeltandwiel. Deze kegeltandwielen staan in een hoek van ongeveer 90° ten opzichte van elkaar.

### Benaming "kettingloze fiets"
De allereerste fietsen waren al in gebruik voordat de kettingaandrijving was uitgevonden, zoals de Draisine (een loopfiets uit 1817), de fiets van MacMillan (1842) met hefboomoverbrenging, het Patent van Pierre Lallement (1866) met trappers op het voorwiel, en de hoge bi (1867), eveneens met trappers op het voorwiel, dat echter om een groter verzet te krijgen zeer groot was. Dit zijn de modellen die pas achteraf "kettingloos" genoemd kunnen worden. De benaming "kettingloze fiets" ontstond uiteraard pas ná de uitvinding van kettingaandrijving door K. Meyer en André Guilmet in 1868. Hier betreft het de fietsen met asaandrijving, al ontberen de meeste eenwielers uiteraard ook de ketting, net als de fietsen waarbij de ketting is vervangen door een riemaandrijving.

## Vergelijking van aandrijfas ten opzichte van de ketting

### Voordelen
- Compact: Het systeem is een stuk compacter dan de reguliere kettingkast.
- Afstand tot de grond: Deze is hiermee ook groter.
- Onderhoud: Doordat het om een gesloten systeem gaat is er veel minder onderhoud nodig.
- Veiligheid: Er is geen gevaar dat vingers, kleren of andere zaken tussen de ketting komen.
- Vuil: Doordat het een gesloten systeem is worden zaken die met de as in aanraking komen niet vuil. Bij een gesloten kettingkast geldt dit natuurlijk ook voor een ketting.
- Esthetisch: de aandrijfas kan in het frame geïntegreerd worden waardoor het ontwerp van de fiets veel opener is. De kettingkast ontbreekt.

### Nadelen
- Energieverlies: ten opzichte van een optimaal onderhouden ketting (goed schoon, gesmeerd enz.) verliest een as iets meer energie.
- Complexiteit: Het lijkt eenvoudig van buiten, maar van binnen is de techniek een stuk lastiger.
- Kosten: Een aandrijfassysteem is door de hogere complexiteit in de regel duurder.
- Versnellingen: Niet alle soorten versnellingen zijn geschikt voor de asaandrijving.
- Gewicht: Het systeem, frame plus asconstructie, is zwaarder dan bij een vergelijkbare kettingaandrijving.
- Constructie: De frameconstructie moet zijn aangepast op de asaandrijving, met name op de zijdelingse krachten die optreden.

## Fotogalerij

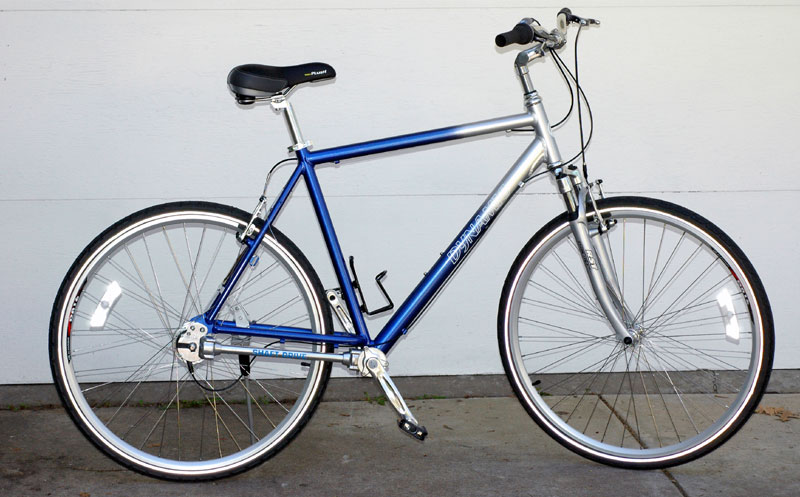
Dynamische "Runabout" 7 fiets met asaandrijving
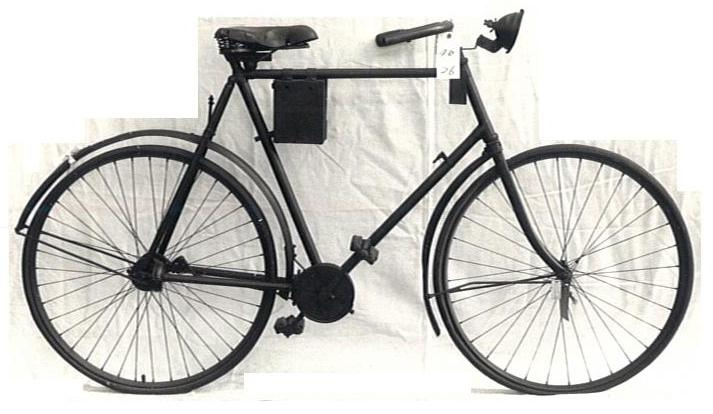
Antieke "Quadrant" fiets met asaandrijving
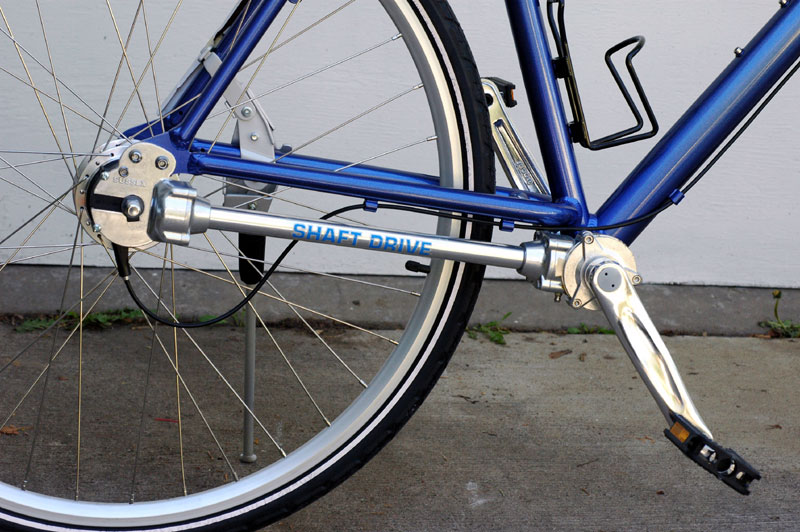
Behuizing van aandrijfas
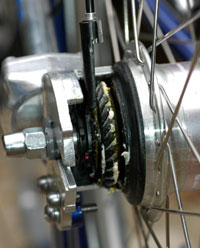
Kegeltandwiel op het achterwiel van een fiets met asaandrijving
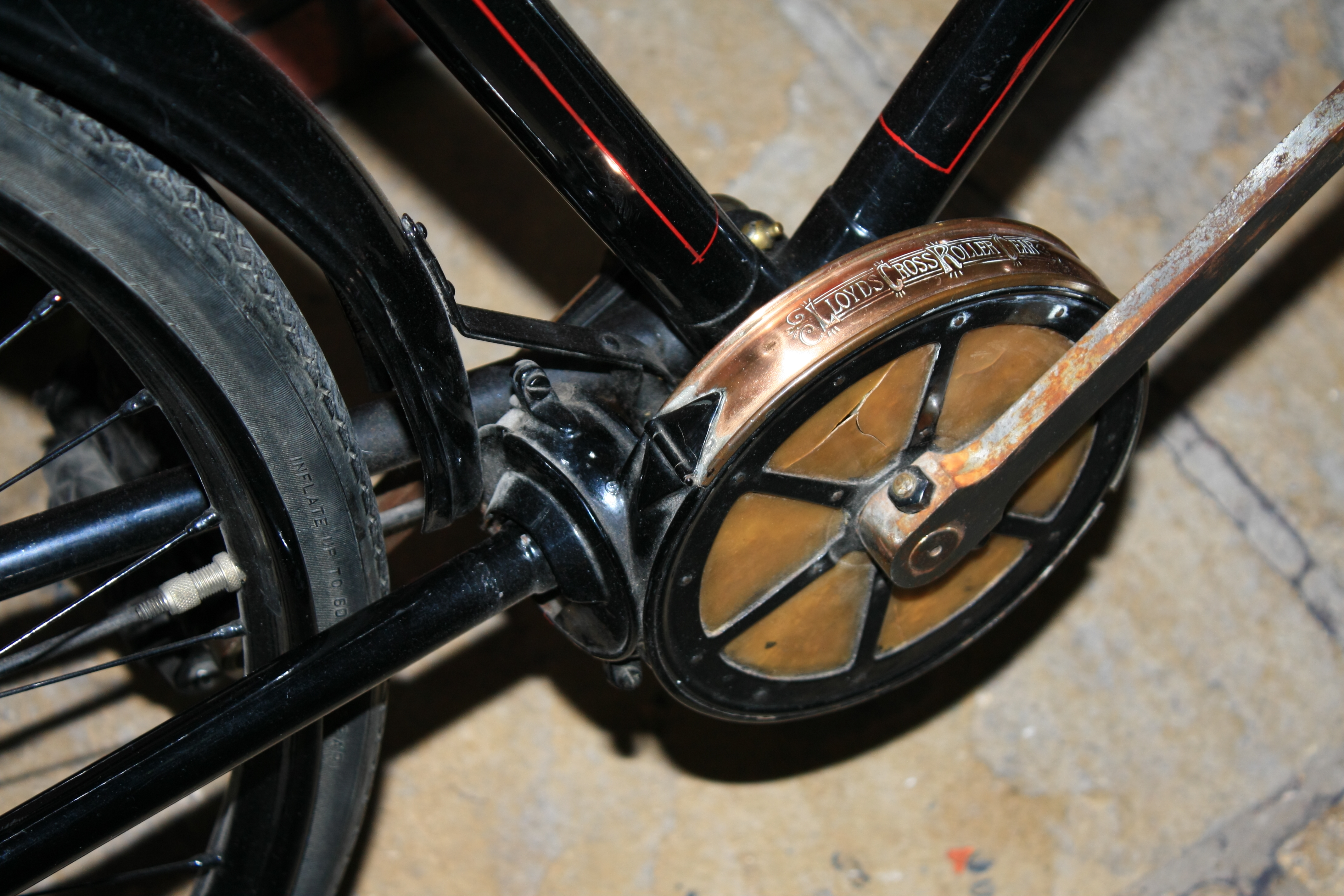
Lloyds Cross Roller Gear in de Coventry Transport Museum